# 科帕尼 (盧甘斯克州)
49°14′21″N 39°23′34″E / 49.23917°N 39.39278°E
科帕尼（烏克蘭語：Копані）是位於烏克蘭東部的村莊，由盧甘斯克州舊比利斯克區的比洛沃茨克市鎮負責管轄。該村面積1平方公里，海拔高度180米，2001年人口133，人口密度每平方公里133人。